# Cellariella schwarzi
Cellariella schwarzi är en biart som beskrevs av Pesenko och Gregory B. Pauly 2005. Cellariella schwarzi ingår i släktet Cellariella och familjen vägbin. Inga underarter finns listade.